# Druhá pětiletka (Jugoslávie)
Druhá pětiletka v Jugoslávii zahrnovala období let 1957-1961. Ekonomové, poučeni z období prvního pětiletého plánu, který nijak slavně nedopadl, nazvali nový projekt jako "perspektivní" plán. Nenavazovala proto na první (mezi nimi byly jednoleté plány). Pětiletku se podařilo oficiálně splnit za pouhé čtyři roky.[zdroj?] Tento plán se od předchozího lišil také tím, že byl mnohem obecnější a hlavně pružnější, umožňoval celou řadu změn. Jednalo se víceméně o strategii jak investovat a kam.

## Příprava
Na kongresu dělnických rad, který se konal 25. - 27. června 1957 v Bělehradě padla celá řada návrhů. Jeden z nich byl i v tom smyslu, aby se podniky osvobodily státního dozoru, a aby pracovní kolektivy mohly samy určovat, co je pro ně důležité. Jedním z iniciátorů takových požadavků byly také odbory. Na přelomu let 1957 a 1958 přijala svazová skupština v Bělehradě celou řadu zákonů, které umožňovaly podnikům více práv a možností v oblasti nakládání s vydělanými prostředky. Namísto rozpočtů se měly podniky financovat samostatně, avšak se ukázalo, že nové metody jsou v podstatě opět těmi starými, avšak tentokrát v jiném kabátě. Uvádění dříve schválených reforem do praxe se ukázalo jako komplikovanější, než se dříve zdálo

## Výsledky
Druhá pětiletka byla mnohem úspěšnější než první. Díky odbourání centrálního plánování a značné administrativy se zvýšila efektivita podniků. Ty nyní vytvářely své vlastní plány a teprve ty předkládaly federální plánovací komisi. Podařilo se rozvíjet výstavbu nových průmyslových podniků vskutku dechberoucím tempem. Přírůstky ve výrobě byly dvojciferné, Jugoslávie se zařadila v oblasti růstu národního produktu a průmyslové výroby na přední místa ve světě. Komunisté se nebáli mluvit o úspěšném průběhu plánu jako o jugoslávském hospodářském zázraku (srbochorvatsky Jugoslovensko privredno čudo/Југословенско привредно чудо). Roční přírůstek průmyslové výroby dosahoval až 11 %. Celý národní důchod rostl o 12,5 % za období let 1953 - 1965 a v letech 1957 - 1960 dokonce o 14,5%.
Hlavními zdroji úspěchu však kromě uvolnění politiky poskytování úvěrů, více samostatnosti jednotlivým podnikům, či jiným rozhodnutím SKJ byly také i zahraniční půjčky, které přicházely formou pořizování už hotového vybavení pro nově budované podniky.
Zemědělské produkci pomohla delkolektivizace a několik dobrých let, během kterých byly vysoké úrody. Podařilo se konečně iniciovat mechanizaci vesnice; byly dodány stroje (traktory), které tak zoufale chyběly během prvního pětiletého plánu.
Převážně ještě agrární charakter země, která vyvážela velké množství obilnin do zahraničí, tak také přispěl k růstu exportu. Jugoslávská export během druhé pětiletky vzrostl z 329 milionů $ v roce 1956 na 620 milionů $ v roce 1960. I přesto ale podíl zemědělských produktů na celkovém vývozu měl spíše klesající tendenci (během celých padesátých let spadl o 20 %). Země také snížila dovoz potravin, především obilí původem z USA.
Růst do té doby nepříliš početné skupiny obyvatelstva - dělníků - se začal projevovat výraznými změnami skladby obyvatelstva. V roce 1963 z téměř tří milionů pracujících v zemi třetina pracovala v průmyslu. Zvýšila se také životní úroveň; položeny byly základy automobilismu. Průmysl se začal orientovat spíše na spotřební zboží a služby, než na těžkou výrobu, neboť přední členové politického vedení země pochopili, že je to jednak potřebné, ale jednak to může zemi zajistit příliv zisků i ze zahraničí (západu). V Řecku a Rakousku se začalo s rozvojem služeb hned po válce a zemím to pomohlo postupně se vybabrat z meziválečné bídy. Takový postup však vyvolal většiny členstva vedení jugoslávských komunistů, s výjimkou Rankoviće a Kardelja. Díky otevření se turistice se tak počet návštěvníků Jugoslávie zvýšil jenom mezi lety 1956 a 1957 o 12 % (všech) a zahraničních o 22 %

## Nedostatky
I přes velké úspěchy ale pořád v zemi existovaly propastné rozdíly. Vybudovány byly četné železnice a továrny, ovšem infrastruktura byla stále problematická. Stavební práce probíhaly na celém území Jugoslávie, v severních republikách však rostla netrpělivost a obavy z možného odvádění peněz směrem na jih. Vzhledem k tomu, že na rozdíl od předchozích dob již získaly jednotlivé republiky FLRJ jistý vliv a kritika režimu byla možná, začalo nepatrně vzrůstat napětí v zemi. Některé reformy navíc vyvolaly ostrý nesouhlas, kdy i dělníci sáhli k protestním nástrojům: stávka v Trbovlje, která byla jedním z prvních významnějších protestů v Jugoslávii po druhé světové válce, patří mezi ně.
Druhá pětiletka je i přesto považována za jeden z nejúspěšnějších ekonomických plánů v Jugoslávii.